# 彭尼的游戏
彭尼的游戏（Penney's game）由沃尔特·彭尼（Walter Penney）提出，是一个两个玩家之间生成用“正面”和“反面”为代称产生二进制数列的游戏。玩家A报出至少包含3个项、每项只能是正面或反面的序列，然后展示给玩家B；玩家B则给出等长的正面反面序列。随后, 投掷一面均匀的硬币，观察正反，直至投掷出一段序列刚好和某个玩家的序列吻合，则该名玩家获胜。
将序列中每个正面或者反面的判断称为比特（bit），使用长度为3比特的序列，玩家B相对玩家A有优势。这是因为这个游戏是一个非传递博弈，所以无论如何选定第一个序列，总会有一个序列有更大的获胜概率。

## 长度为3bit的游戏分析
长度为3比特的游戏中,第二名玩家可以通过以下途径最大化其胜算（odds）：
（H表示正面朝上，T表示反面朝上）
| 1号玩家 | 2号玩家 | 2号玩家胜算 |
| ------- | ------- | ----------- |
| H       | THH     | 7：1        |
| HT      | THH     | 3：1        |
| HTH     | HHT     | 2：1        |
| HT      | HHT     | 2：1        |
| TH      | TTH     | 2：1        |
| THT     | TTH     | 2：1        |
| TH      | HTT     | 3：1        |
| T       | HTT     | 7：1        |

简单的来说，对于2号玩家可以记下如下的序列作为获胜的技巧或者是讨喜的技巧（bar trick）：第一个比特与1号玩家的第二个比特相反，第二个比特与1号玩家的第一个比特相同，第三个比特与1号玩家的第二个比特相同。
如果1号玩家选择了“1-2-3”为顺序编号的序列，每个编号代表一个比特(正面/反面)，
那么2号玩家则应该选择：(与2相反)-1-2 
这一结果有一个直观的解释：依照这种方法，当1号玩家猜测的前两比特刚好对上时，2号玩家的后两比特也对上，而1号玩家仍需要再猜测一轮才知晓是否胜利，直觉上而言，认为2号玩家更可能先猜全序列而成为赢家。

## 3bit以上情形分析
在比特不小于4时1号玩家的优化策略由J.A. Csirik提出的(见参考资料)。这一策略即是选择HTTTT.....TTTHH({\displaystyle k-3} T's)这样的序列。在此情形下，2号玩家的最大胜率为{\displaystyle (2^{k-1}+1):(2^{k-2}+1)}。

## 带扑克牌的变种
其中一种变种使用一套普通的扑克牌，被称为Humble-Nishiyama随机性游戏。该游戏遵从与彭尼的游戏同样的格式，只不过把猜正反改成猜红牌黑牌。
游戏规则如下：
游戏开始时，各玩家决定在游戏中使用的对于连续三张卡片的颜色猜测顺序。每次抽出一张卡片，并按顺序放成一线，直至被选的三联顺序出现。选中这一顺序的玩家拿走最后对上的三张牌, 称为拿到1个“trick”。游戏用余下牌继续，直至玩家不断地拿到“trick”所有牌被拿完为止。拿了最多“trick”的玩家即为赢家。
这一游戏通常会包含7个“trick”。基于扑克牌的游戏非常接近于原先游戏的重复，2号玩家的优势被极大地放大。但是概率有略微不同，因为投硬币得到的两个结果是独立的，而取出红牌于黑牌的概率取决于之前的抽牌。记红为R，黑为B，正面为H，反面为T，可以注意到HHT对比HTH和HTT的概率比是2：1，但BBR对比BRB和BRR的概率比各不相同。
以下为电脑模拟对每种策略的结果的估算概率：
| 1号玩家 | 2号玩家 | 1号玩家胜算 | 2号玩家胜算 | 平局概率 |
| ------- | ------- | ----------- | ----------- | -------- |
| B       | RBB     | 0.11%       | 99.49%      | 0.40%    |
| BR      | RBB     | 2.62%       | 93.54%      | 3.84%    |
| BRB     | BBR     | 11.61%      | 80.11%      | 8.28%    |
| BR      | BBR     | 5.18%       | 88.29%      | 6.53%    |
| RB      | RRB     | 5.18%       | 88.29%      | 6.53%    |
| RBR     | RRB     | 11.61%      | 80.11%      | 8.28%    |
| RB      | BRR     | 2.62%       | 93.54%      | 3.84%    |
| R       | BRR     | 0.11%       | 99.49%      | 0.40%    |

如果游戏在多于1个trick时结束，平局概率微乎其微。2号玩家的胜率如下表所示：
| 1号玩家 | 2号玩家 | 2号玩家胜算 |
| ------- | ------- | ----------- |
| B       | RBB     | 7.50：1     |
| BR      | RBB     | 3.08：1     |
| BRB     | BBR     | 1.99：1     |
| BR      | BBR     | 2.04：1     |
| RB      | RRB     | 2.04：1     |
| RBR     | RRB     | 1.99：1     |
| RB      | BRR     | 3.08：1     |
| R       | BRR     | 7.50：1     |

## 带轮盘的变体
Robert W. Vallin以及后来他和Aaron M. Montgomery一起发表了有关赌便士问题的研究结果。他们把这一游戏改编为（美式）轮盘，玩家们通过选择红色或黑色，而不是硬币的正面反面，来进行游戏。这种情况下，球落在红色与黑色区域的概率各为9/19，而球落在绿色区域的概率为1/19。绿色区域有很多解读方式：
(1)作为状况外卡牌，既可以当黑也可以当红；
(2)意即本轮无效须重来，或者游戏直接结束；
(3)作为一种非红非黑的颜色参与到序列中。
其研究结果计算了胜算与结束游戏所需要的回合数。